# Leandro Bolmaro
Leandro Nicolás Bolmaro (* 11. September 2000 in Las Varillas, Córdoba) ist ein argentinischer Basketballspieler, der auch die italienische Staatsbürgerschaft besitzt.

## Laufbahn
Bolmaro spielte in seinem Heimatland zunächst für den Club Almafuerte de Las Varillas, anschließend für Bahía Basket. In der Sommerpause 2018 unterschrieb er einen Fünfjahresvertrag bei der spanischen Spitzenmannschaft FC Barcelona. Im April 2020 reichte er seine Unterlagen zur Teilnahme am Draftverfahren der NBA ein. Er wurde dort an 23. Stelle von den New York Knicks aufgerufen, aber danach im Tausch gegen zwei andere Auswahlrechte an die Minnesota Timberwolves abgegeben.
Im Juli 2022 landete er zusammen mit weiteren Mannschaftskameraden bei den Utah Jazz, die im Gegenzug den Franzosen Rudy Gobert an Minnesota abgaben. Bis Februar 2023 bestritt Bolmaro 14 NBA-Spiele für Utah, setzte sich aber nicht durch und wurde aus dem Aufgebot gestrichen. Anfang März 2023 nahm der spanische Erstligist CB 1939 Canarias Bolmaro unter Vertrag.
In der Sommerpause 2023 nahm er ein Angebot des FC Bayern München an. Der Argentinier gewann 2024 mit München zwei Titel (deutsche Meisterschaft und deutscher Pokalsieg). Nach einer Saison verließ er den FC Bayern wieder und wechselte zu Olimpia Mailand.

### Nationalmannschaft
Im Juli 2017 nahm er mit Argentiniens U17-Nationalmannschaft an der Südamerikameisterschaft teil und war mit 13,8 Punkten je Begegnung bester Korbschütze der Auswahl, die bei dem Turnier Zweiter wurde. 2019 gehörte er bei der Weltmeisterschaft der Altersklasse U19 zu Argentiniens Aufgebot und war mit einem Durchschnitt von 10,8 Punkten je Begegnung mannschaftsintern führend.

## Karriere-Statistiken

### NBA

#### Hauptrunde
| Saison  | Team      | GP | GS | MPG | FG % | 3P % | FT % | RPG | APG | SPG | BPG | PPG |
| ------- | --------- | -- | -- | --- | ---- | ---- | ---- | --- | --- | --- | --- | --- |
| 2021–22 | Minnesota | 35 | 2  | 6.9 | .315 | .278 | .846 | 1.2 | 0.6 | 0.2 | 0.0 | 1.4 |
| 2022–23 | Utah      | 14 | 0  | 4.9 | .150 | .000 | -    | 0.5 | 0.5 | 0.2 | 0.1 | 0.4 |
| Gesamt  | Gesamt    | 49 | 2  | 6.3 | .270 | .227 | .846 | 1.0 | 0.6 | 0.2 | 0.0 | 1.1 |

## Erfolge
- Spanischer Meister: 2021
- Spanischer Pokalsieger: 2021
- Deutscher Meister: 2024
- Deutscher Pokalsieger:  2024